# Stoupa
Stoupa (în greacă Στούπα) este un sat de pe coasta sudică a Peninsulei Peloponez din Grecia. El face parte din comuna Neochori a unității municipale Dytiki Mani, care este inclusă în prefectura Messinia și regiunea istorică Mani. Avea în anul 2011 o populație de 628 de locuitori.
Odinioară un sat liniștit de pe țărmul Mării Ionice, Stoupa a fost descoperit în ultimii ani de tot mai mulți turiști greci și străini. Există aproximativ 20 de restaurante situate de o parte și de alta a drumului de-a lungul plajei, câteva hoteluri mici și multe case de închiriat. În afară de turiștii greci, care vin mai ales în luna august, stațiunea este vizitată în sezonul de vară de turiști britanici, germani, olandezi, francezi și italieni.

## Geografie
Stoupa este situat în peninsula Mani din sudul Peloponezului. La aproximativ 4 kilometri (2 mi) de Stoupa este satul Aghios Nikolaos (cunoscut, de asemenea, sub numele slav Selinița), un sat pescăresc ce conține o serie de restaurante și case de oaspeți, dar care atrage mai puțini turiști decât Stoupa. Mai sus de Aghios Nikolaos este un sat mic numit Riglia. Alte localități din regiunea Mani sunt Itylo (32 kilometri (20 mi)), Limeni (36 kilometri (22 mi)) și Areopoli (40 kilometri (25 mi)). Mai jos de Areopoli sunt peșterile Pirgos Dirou.
Există multe plaje și golfulețe în jurul zonei, printre care plaja Stoupa, care este cea mai populară și este un loc bun de învățare a practicării snorkeling-ului. Peste deal se află plaja Kalogria, cu apele sale turcoaz bogate în viață marină, cu un teren de volei și cu mai multe baruri și restaurante. Una dintre caracteristicile plajei Kalogria beach este prezența unui izvor subteran de apă dulce la aproximativ 100 metri (330 ft) de țărm. Acesta poate fi văzut ca o tulburare a apei de la suprafața mării.

## Istoric
În trecut, zona Mani era cunoscută pentru locuitorii săi aprigi, care trăiau în turnuri fortificate izolate (unele dintre ele mai există încă și astăzi și sunt fie în ruine, fie restaurate). Turnurile ofereau protecție într-o zonă în care conflictele militare erau frecvente.
Stoupa are, de asemenea, o bogată istorie culturală. Acesta este locul unde scriitorul grec Nikos Kazantzakis a călătorit împreună cu minerul Gheorghios Zorbas, pe care-l angajase ca maistru al minei sale de lignit; intrarea în fosta mină mai poate fi văzută pe un deal din apropiere. Romanul Zorba Grecul este inspirat din timpul petrecut împreună de cei doi la Stoupa, fiind scris după ce Kazantzakis a aflat vestea morții lui Zorbas. Există un bust al lui Nikos Kazantzakis pe faleză, cu vedere spre plaja Kalogria, la intersecția drumului principal cu aleea care duce spre plajă. Stoupa se află la doar 7 km de zona istorică Kardamyli, care este menționată în lucrările lui Homer.

## Transport
Există aproximativ patru autobuze care trec zilnic prin Stoupa, mergând de la Kalamata către extremitatea sudică a peninsulei. Autobuzul se oprește în fața brutăriei din partea de sus a satului, la drumul principal, și durează aproximativ zece minute pentru a ajunge la Aghios Nikolaos.
Sunt organizate de aici excursii cu autocarul la ruinele antice ale Olympiei și la Canalul Corint. Se pot închiria, de asemenea, autoturisme, care le permit călătorilor să viziteze alte zone turistice din Peloponez precum Nafplio, Micene, Epidavros și Monemvasia.
Zona este deservită de aeroportul Kalamata, unde sunt operate zboruri charter către restul Europei în sezonul de vară, precum și zboruri regulate în sezonul de vară către Germania, Suedia, Norvegia, Franța, Ucraina și Rusia, cu aeronavele ce aparțin companiei Aegean Airlines.

## Legături externe
- Webcam
- Ghid turistic al localității Stoupa
- Site-ul oficial Arhivat în 13 august 2020, la Wayback Machine.